# Верретт, Дурек
Дурек Верретт (англ. Durek Verrett; родился 17 ноября 1974, Сакраменто, Калифорния, США) — американский писатель, самопровозглашённый шаман, муж норвежской принцессы Марты Луизы.

## Биография
Дурек Верретт родился в Сакраменто (Калифорния) в 1974 году, вырос в соседнем Фостер-Сити. По его собственным словам, его мать имеет норвежско-индийское происхождение, а отец — гаитянское. Однако историк Марлен Кениг пишет, что все предки отца Верретта за последние 200 лет жили в американских штатах Луизиана, Вирджиния и Джорджия, и об их связях с Гаити ничего не известно.
В молодости Верретт некоторое время работал моделью и выступал в телевизионных шоу. Vanity Fair пишет об «эклектичной ранней карьере», которая позже помогла Верретту позиционировать себя как мастера эзотерических практик в кругу знаменитостей. Он начал утверждать, что получил духовное посвящение от некой «принцессы Сюзанны фон Радич из Хорватии» и стал шаманом. По словам Верретта, он демистифицирует духовность, делая её доступной и понятной для всех; его «истинная миссия состоит в том, чтобы привнести древнюю практику шаманизма в мейнстрим, помогая людям „зажечься“, культивируя любовь и принятие себя и других».
В 2019 году стало известно, что Верретт встречается с норвежской принцессой Мартой Луизой. В связи с этим он оказался предметом пристального внимания СМИ, столкнулся с резкой критикой и даже был охарактеризован рядом изданий как мошенник. Многие норвежцы выразили своё неодобрение нового романа принцессы, назвав Верретта «шарлатаном». И Марта Луиза, и её избранник открыто и публично реагировали на это негативное восприятие на страницах СМИ. Они организовали семинары под названием «Принцесса и шаман», которые тоже подверглись широкой критике. Верретт написал книгу «Взлом духа», но норвежский издатель Каппелен Дамм отказался её публиковать за неделю до предполагаемой сдачи в печать. Позже она была опубликована небольшим издательством. 
В июне 2022 года Верретт и Марта Луиза объявили о помолвке. В августе 2024 года состоялась свадьба.

## Взгляды и их восприятие
В книге Верретта заявляется, что химиотерапия назначается онкологическим больным, потому что врачи зарабатывают на этом деньги, а не помогают пациенту, а также что случайный секс привлекает подземных духов, которые оставляют отпечаток на внутренней стороне женских влагалищ. Крупное СМИ Dagbladet охарактеризовало книгу как «бред сумасшедшего», Verdens Gang — как «чепуху, мусор и грязные разговоры».
По словам исследователя экстремизма Джона Ферсета, Верретт продвигает собственный вариант теории заговора рептилий, которую отстаивал Дэвид Айк.